# Joan Casanovas i Maristany
Joan Casanovas i Maristany (Sant Sadurní d'Anoia, 11 d'agost de 1890 - Valrans, Llenguadoc, 7 de juliol de 1942) fou un advocat i polític català, militant d'Estat Català i posteriorment, cofundador d'Esquerra Republicana de Catalunya i president del Parlament de Catalunya.

## Joventut
Fill de Modest Casanovas i Romeu i de Júlia Maristany i Oliver, nasqué a la casa familiar, coneguda com Cal Milà. Inicià els estudis primaris a les escoles del poble. Després va estudiar als escolapis de Sarrià.
Llicenciat, el 7 de març de 1912, en dret per la Universitat de Barcelona, començà a exercir com a passant l'any 1911, en el despatx del prestigiós advocat Josep Bertran i Musitu, membre de la Lliga Regionalista.

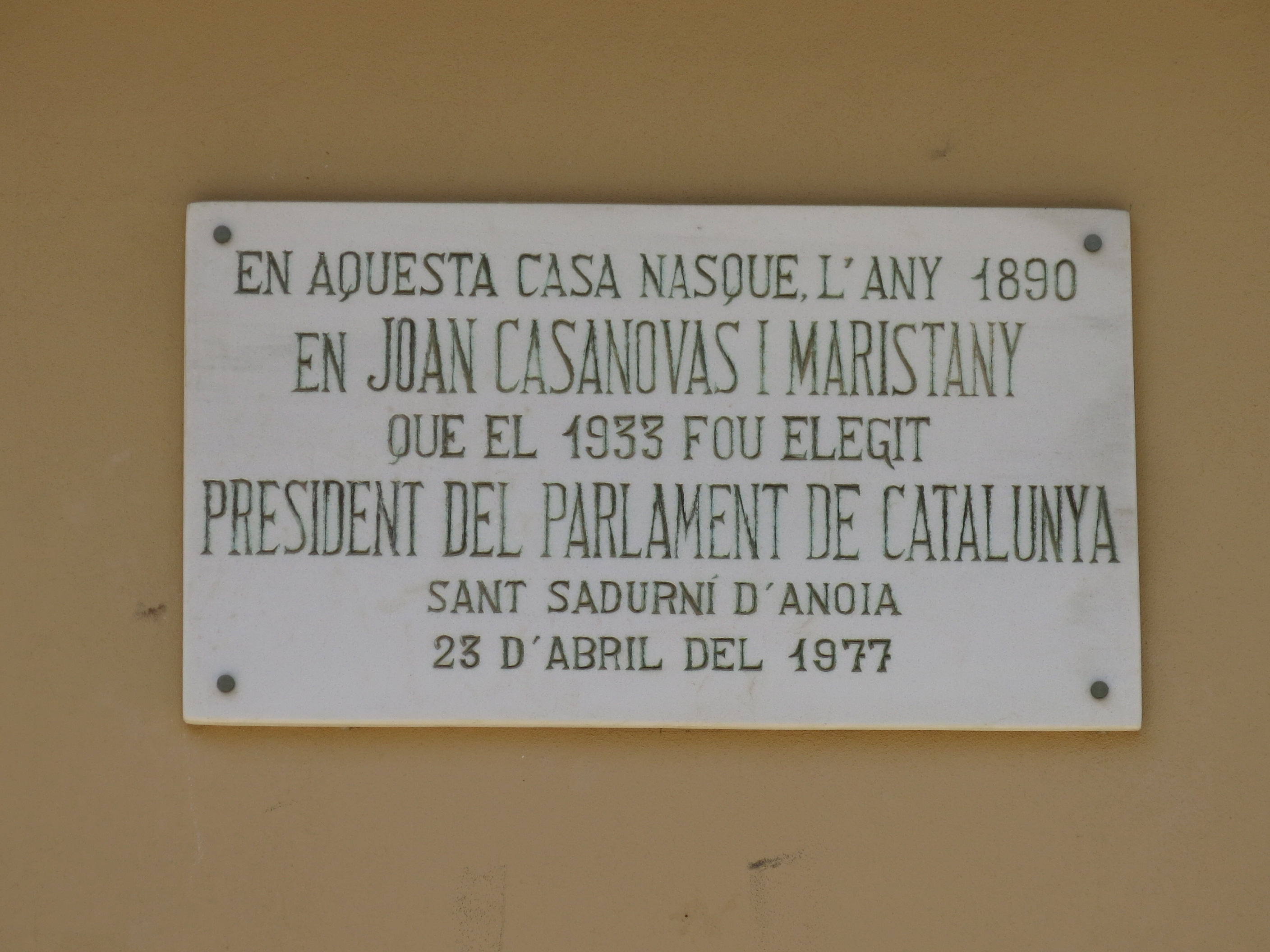
Placa commemorativa penjada a la façana de l'edifici on va néixer Joan Casanovas, a Sant Sadurní d'Anoia

El 1914, començà la seva activitat com a advocat, destacant com a advocat sindicalista. L'any 1919 va ser elegit Diputat a Corts per la legislatura que concloïa el 1923. En el decurs d'aquella legislatura, també fou nomenat Conseller de la Mancomunitat de Catalunya l'any 1921.
Defensor dels sindicalistes perseguits i militant del Partit Republicà Català, durant la dictadura de Miguel Primo de Rivera, fou empresonat l'any 1924 i novament el 1925. El seu alliberament, assolit mitjançant la intervenció del seu oncle Pere Grau Maristany i Oliver, comte de Lavern i amic del rei Alfons XIII, es condicionà a la seva expatriació. L'any 1930, a la fi de la dictadura, pogué retornar a Catalunya.

## Segona República
Donà suport a Francesc Macià i a l'Estat Català, partit al qual pertanyia i des del qual cofundà Esquerra Republicana de Catalunya; així mateix, fou elegit Diputat de la Mancomunitat, Regidor de l'Ajuntament de Barcelona el 1931 i membre de la Diputació Provisional per Vilafranca del Penedès.
Participà en el govern de la República Catalana, el govern creat per Macià entre els dies 15 i 28 d'abril de 1931, encarregant-se de la cartera de Defensa. Restablerta posteriorment la Generalitat fou elegit Diputat del Parlament de Catalunya, del qual esdevingué membre de la Comissió de Govern Interior (substituït el 21 de juliol de 1933), de la Comissió de Constitució (de la qual fou President en substitució de Joan Casanellas), de Finances i de Llei Municipal (substituït el 29 de juliol de 1933); així mateix, fou Vicepresident del Parlament.
En el primer Govern de la Generalitat, presidit per Francesc Macià, fou Conseller de Governació del 28 d'abril al 29 de desembre de 1931, i Vicepresident i Conseller de Foment en el Govern des del 29 de desembre del mateix any, fins al 3 d'octubre de 1932.
El 14 de desembre de 1932 es formà el segon Govern de la Generalitat, presidit novament per Francesc Macià. Arran de la dimissió de Lluís Companys del seu càrrec de President del Parlament de Catalunya per esdevenir Ministre de Marina sota el govern de Manuel Azaña, Casanovas fou investit president del Parlament el 20 de juny de 1933. El 26 de desembre del mateix any, arran de la mort del President Francesc Macià, ocupà interinament la Presidència de la Generalitat i, en esclatar la Guerra Civil espanyola, en fou nomenat Conseller Primer i President del Consell Executiu del govern de Lluís Companys.
Per divergències respecte a l'evolució del país, quant al que ell considerava excessos de l'anarquisme, dimití el setembre del 1936 i fou substituït per Josep Tarradellas. Pel novembre, apareix implicat en una el complot de novembre de 1936 d'Estat Català per a apartar Lluís Companys i desplaçar l'hegemonia dels anarquistes, que finalment el feu travessar la frontera i exiliar-se.
L'any 1937 va retornar per intentar declarar la neutralitat de Catalunya i posar-la sota la protecció dels governs anglès i francès. L'intent, tanmateix, fracassà i el 1938, després de sofrir un atemptat, dimití del càrrec de president del Parlament i s'exilià definitivament al Rosselló. Morí anys més tard a la població de Valrans, al Llenguadoc.